# Почапинська сільська рада (Лисянський район)
Поча́пинська сільська́ ра́да — адміністративно-територіальна одиниця та орган місцевого самоврядування в Лисянському районі Черкаської області. Адміністративний центр — село Почапинці.

## Загальні відомості
- Населення ради: 1 722 особи (станом на 2001 рік)

## Населені пункти
Сільській раді підпорядковані населені пункти:
- с. Почапинці
- с. Верещаки

## Склад ради
Рада складається з 16 депутатів та голови.
- Голова ради: Пашковський Григорій Іванович
- Секретар ради: Павленко Антоніна Миколаївна

### Керівний склад попередніх скликань
| Прізвище, ім'я, по батькові   | Основні відомості                                                                       | Дата обрання | Дата звільнення |
| ----------------------------- | --------------------------------------------------------------------------------------- | ------------ | --------------- |
| Пашковський Григорій Іванович | Сільський голова, 1962 року народження, освіта вища, член Соціалістичної партії України | 26.03.2006   | 31.10.2010      |
| Пашковський Григорій Іванович | Сільський голова, 1962 року народження, освіта вища, член Партії регіонів               | 31.10.2010   |                 |

Примітка: таблиця складена за даними сайту Верховної Ради України

### Депутати
За результатами місцевих виборів 2010 року депутатами ради стали:

#### За суб'єктами висування
| Суб'єкт висування | Кількість обраних депутатів | %    |
| ----------------- | --------------------------- | ---- |
| Самовисування     | 10                          | 62,5 |
| Партія регіонів   | 5                           | 31,3 |
| Партія «Союз»     | 1                           | 6,3  |

#### За округами
| № округу        | Прізвище, ім'я, по батькові    | Дата визнання обраним | Освіта  | Партійна приналежність       | Відомості про обраного депутата                   |
| --------------- | ------------------------------ | --------------------- | ------- | ---------------------------- | ------------------------------------------------- |
| Партія регіонів |                                |                       |         |                              |                                                   |
| 1               | Погорілий Володимир Григорович | 01.11.2010            | вища    | член Партії регіонів         | підприємець                                       |
| 4               | Вовкодав Юлія Григорівна       | 01.11.2010            | середня | член Партії регіонів         | тимчасово не працює                               |
| 6               | Ворон Катерина Іванівна        | 01.11.2010            | середня | член Партії регіонів         | тимчасово не працює                               |
| 10              | Кропива Раїса Михайлівна       | 01.11.2010            | вища    | член Партії регіонів         | тимчасово не працює                               |
| 11              | Павленко Антоніна Миколаївна   | 01.11.2010            | вища    | член Партії регіонів         | Почапинська сільська рада, секретар сільськоїради |
| Партія «Союз»   |                                |                       |         |                              |                                                   |
| 8               | Рабцун Олекса Григорович       | 01.11.2010            | середня | позапартійний                | пенсіонер                                         |
| Самовисування   |                                |                       |         |                              |                                                   |
| 2               | Осифляк Інна Дмитрівна         | 01.11.2010            | середня | позапартійна                 | тимчасово не працює                               |
| 3               | Нестеренко Микола Олексович    | 01.11.2010            | середня | позапартійний                | тимчасово не працює                               |
| 5               | Яводчак Микола Іванович        | 01.11.2010            | вища    | позапартійний                | приход с. Почапинці, священнослужитель            |
| 7               | Деркач Людмила Миколаївна      | 01.11.2010            | вища    | позапартійна                 | Почапинська сільська рада, головний бухгалтер     |
| 9               | Бордюгов Василь Григорович     | 01.11.2010            | середня | позапартійний                | тимчасово не працює                               |
| 12              | Шульга Валентина Іванівна      | 01.11.2010            | середня | позапартійна                 | Почапинська сільська рада, бухгалтер              |
| 13              | Лаврешин Володимир Іванович    | 01.11.2010            | середня | позапартійний                | тимчасово не працює                               |
| 14              | Пустільнік Володимир Іванович  | 01.11.2010            | вища    | член Партії відродження села | фермерське господарство «Зоря», фермер            |
| 15              | Тур Інна Лук'янівна            | 01.11.2010            | вища    | член Партії регіонів         | Почапинська лікарська амбулаторія, головнийлікар  |
| 16              | Куксін Петро Олександрович     | 01.11.2010            | вища    | позапартійний                | ВАТ «Дашуківські бентоніти», охоронець            |

## Населення
Згідно з переписом УРСР 1989 року чисельність наявного населення сільської ради становила 1887 осіб, з яких 816 чоловіків та 1071 жінка.
За переписом населення України 2001 року в сільській раді мешкало 1710 осіб.

### Мова
Розподіл населення за рідною мовою за даними перепису 2001 року:
| Мова       | Відсоток |
| ---------- | -------- |
| українська | 98,55 %  |
| російська  | 1,22 %   |
| білоруська | 0,12 %   |
| вірменська | 0,06 %   |
| молдовська | 0,06 %   |